# Studies in Logic, Grammar and Rhetoric
Studies in Logic, Grammar and Rhetoric è una rivista accademica trimestrale di filosofia e retorica, ad accesso aperto (dal 2013) e pubblicata in lingua inglese sia online che in edizione a stampa dall'Università di Białystok, di cui è una rivista ufficiale. È una delle più eminenti riviste di filosofia polacche.
Al 2025 ha avuto un indice H pari a 17.

## Indicizzazione
Gli abstract e gli articoli della rivista sono indicizzati da: DOAJ, ERIH PLUS, Scopus, CEJSH (The Central European Journal of Social Sciences and Humanities) e Index Copernicus.

## Articoli notevoli
Esempi derivati da it.wikipedia
- (EN) Piotr Kołodko, Several Remarks on Lex Servilia Caepionis of 106 BC in the Light of the Fragment of Cic. Pro Balbo 24. 54, in Studies in Logic, Grammar and Rhetoric, vol. 65, dicembre 2020,  pp. 83-92, ISSN 0860-150X (WC · ACNP). (Lex Servilia iudiciaria)